# Lista menghaiensis
Lista menghaiensis (лат.) — вид бабочек-огнёвок рода Lista из подсемейства Epipaschiinae.

## Распространение
Китай (Fujian, Guangdong, Guangxi, Hainan, Jiangxi, Sichuan, Tianjin, Yunnan).

## Описание
Бабочки средних размеров. Размах крыльев около 3 см (от 22 до 27 мм). Для этого вида характерty гнатос гениталий самца с двумя длинными шиповидными латеральными отростками у основания боковых плеч гнатоса, апикально трёхстворчатым, дистальным отростком гнатоса и простирающейся наружу склеротизированной срединной пластинкой. По гениталиям самцов похож на Lista angustusa, но его можно отличить по субтрапециевидному ункусу, вальве с не вздутием рёбер дистально, саккулюсу с внешней долей спинного отростка примерно на 1/2 длины внутреннего, и фаллуса с одним корнутусом; в гениталиях самок — сильно склеротизированные по латеральному краю анальные сосочки. У L. angustusa ункус субпрямоугольный, дистальная 1/3 ребра вальвы вздута, наружная доля дорсального отростка меньше 1/5 длины внутренней доли, фаллус имеет два рога; анальные папиллы не склеротизованы.  Лабиальные щупики вздернуты вверх.

## Таксономия
Вид был впервые описан в 2017 году, а его валидный статус подтверждён в ходе ревизии, проведённой в 2021 году китайскими энтомологами Hou-Hun Li и Hua Rong (Китай). Таксон близок к виду Lista angustusa.